# Fresh Meat
Fresh Meat è una serie televisiva britannica trasmessa dal settembre 2011 su Channel 4. La serie è composta da 4 stagioni. In Italia le prime tre stagioni sono disponibili su Netflix dal 1º gennaio 2016, mentre la quarta stagione è stata aggiunta il 29 marzo 2016 (tutte le stagioni sono in lingua originale con sottotitoli in italiano).

## Trama
La serie ruota intorno alle vite di sei studenti universitari che condividono un appartamento. Frequentano l'immaginaria Manchester Medlock University e devono affrontare i numerosi problemi della vita quotidiana e universitaria.

## Episodi
| Stagione         | Episodi | Prima TV UK | Prima TV Italia |
| ---------------- | ------- | ----------- | --------------- |
| Prima stagione   | 8       | 2011        | 2016            |
| Seconda stagione | 8       | 2012        | 2016            |
| Terza stagione   | 8       | 2013        | 2016            |
| Quarta stagione  | 6       | 2016        | 2016            |

## Personaggi e interpreti
- Vod (stagione 1 - 4), interpretata da Zawe Ashton.
Il suo vero nome è Violet ed è una studentessa di letteratura. È l'anima della festa, beve, fuma e abusa di sostanze stupefacenti. Il suo voti sono bassi e spesso copia i compiti di Oregon, la sua migliore amica.
- Howard (stagione 1 - 4), interpretato da Greg McHugh.
Howard è uno studente scozzese di geologia emarginato per colpa della sua eccentricità e dei suoi strani modi di fare. È l'unico studente della casa che non frequenta il primo anno.
- Josie (stagione 1 - 4), interpretata Kimberley Nixon.
Josie è una studentessa gallese di odontoiatria. È ragionevole e gentile, ma ogni tanto non disdegna perseguire lo stile di vita edonistico dei suoi compagni.
- Oregon (stagione 1 - 4), interpretata da Charlotte Ritchie.
Oregon è una studentessa di letteratura. Come JP, proviene da una famiglia agiata, ma non vuole che gli altri lo sappiano. È molto legata a Vod e intreccia una relazione con il suo professore di letteratura.
- Kingsley (stagione 1 - 4), interpretato da Joe Thomas.
Kingsley è uno studente di geologia e teatro gentile e ragionevole. La scelta di andare a letto con la sua compagna di corso Ruth porterà molti problemi nel suo rapporto con Josie per la quale prova dei sentimenti. Nonostante affermi di aver avuto numerosi rapporti sessuali, rivela a Josie di essere vergine.
- JP (stagione 1 - 4), interpretato da Jack Whitehall.
Il suo vero nome è Jonathan ed è uno studente di geologia. A differenza di Oregon ostenta la sua ricchezza e guarda dall'alto al basso i suoi compagni.

### Ricorrenti
- Professor Tony Shales, interpretato da Tony Gardner: il professore con il quale Oregon intreccia una relazione.
- Professoressa Jean Shales, interpretata da Sara Stewart: la moglie del professor Shales.
- Rachel, interpretata da Emma Rigby: una studentessa.
- Ruth, interpretata da Gemma Chan: una studentessa di teatro.
- Dan, interpretato da Robert Webb: il lettore di geologia.
- Dave, interpretato da Ben McGregor: il fidanzato di Josie.
- Ralph, interpretato da Jack Fox: un vecchio compagno di scuola di JP.
- Brian, interpretato da Adam Gillen: uno studente di geologia.
- Candice Pelling, interpretata da Faye Marsay: studentessa di letteratura del primo anno, inizia una relazione con Howard.